# Norwich International Airport
Norwich International Airport (IATA: NWI, ICAO: EGSH) är en flygplats i Storbritannien.   Den ligger i grevskapet Norfolk och riksdelen England, i den sydöstra delen av landet, 160 km nordost om huvudstaden London. Norwich International Airport ligger 35 meter över havet.
Terrängen runt Norwich International Airport är platt. Runt Norwich International Airport är det tätbefolkat, med 343 invånare per kvadratkilometer. Närmaste större samhälle är Norwich, 5,4 km söder om Norwich International Airport. Trakten runt Norwich International Airport består till största delen av jordbruksmark.